# Andriantsimitoviaminiandriana Andriandrazaka
Andriantsimitoviaminiandriana Andriandrazaka, ook wel Andriantsimitoviaminandriandrazaka genoemd, was een Merina en koning van het Imerina-koninkrijk Avaradrano in de centrale hooglanden van Madagaskar. Hij volgde rond 1710 zijn vader Andriamasinavalona op en regeerde tot zijn dood rond het jaar 1730. Nadat Andriantsimitoviaminiandriana zijn broer Andrianavalonimerina had verslagen, regeerde hij bovendien over Ambohidrabiby.
Andriantsimitoviaminiandriana breidde de grenzen van zijn koninkrijk uit en consolideerde zijn macht door verdedigingswerken te laten bouwen. Bovendien liet hij wetten uitvaardigen die zijn macht verder deden toenemen. Andriantsimitoviaminiandriana's pleegzoon Rakotomavo volgde hem na zijn dood op als koning Andriambelomasina.

## Vroege jaren
Andriantsimitoviaminiandriana Andriandrazaka was een zoon van Andriamasinavalona, koning van het voormalig Koninkrijk Imerina, en zijn vrouw koningin Ratompoindraoandriana. Andriantsimitoviaminiandriana werd als kind naar een dorp gestuurd dat zijn vader Ambohimanga liet noemen. In dit dorp woonde hij in een gebouw dat Mahazaza werd genoemd.

## Huwelijk en kinderen

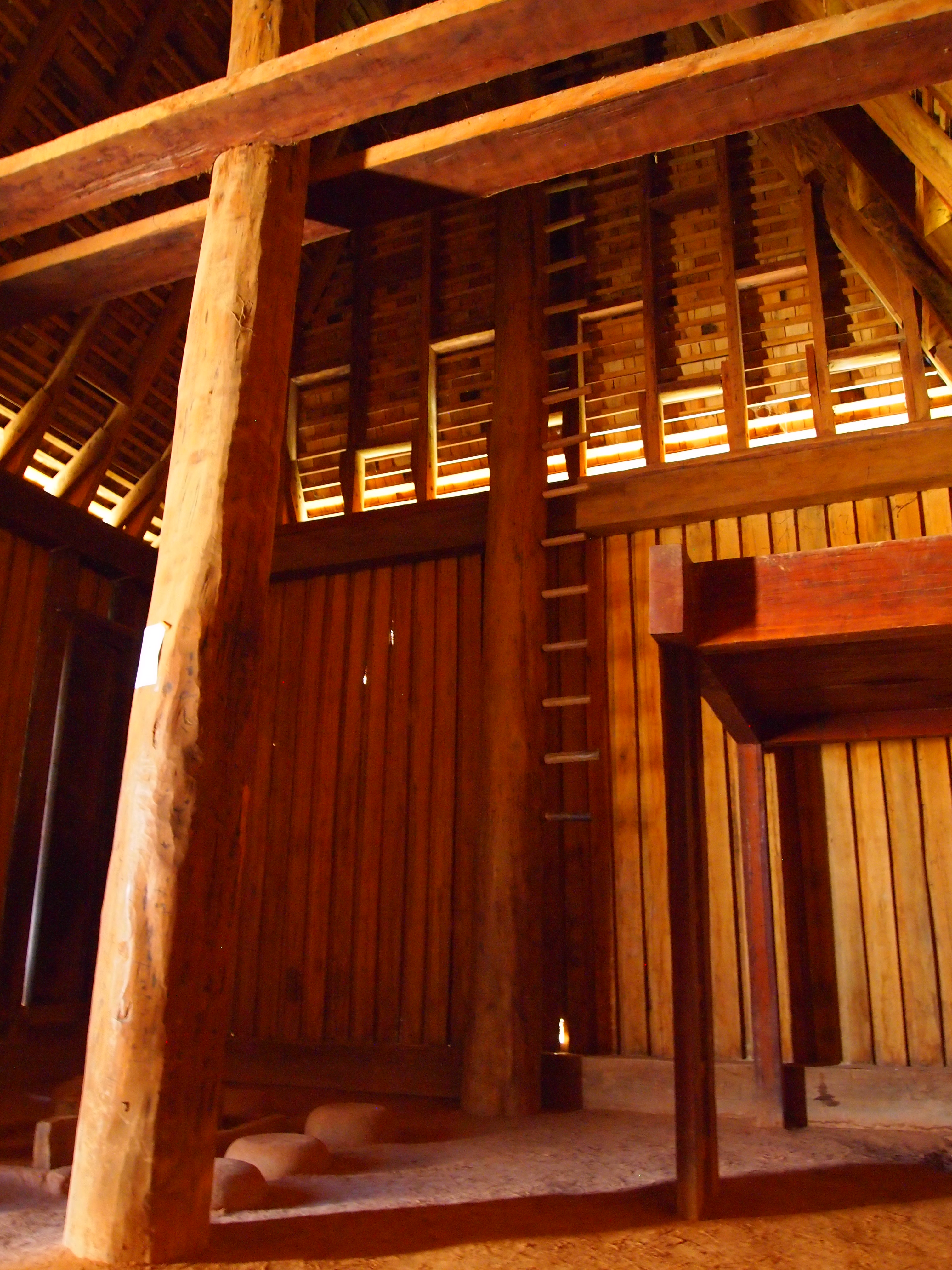
Gereconstrueerd interieur van Mahitsielafanjaka met links de centrale pilaar (andry). Mogelijk was dit een woning van Andriantsimitoviaminiandriana.

Op jonge leeftijd trouwde Andriantsimitoviaminiandriana met Rampanambonitany. Zijn vijf (pleeg)zoons waren Rakotomavo, Andriantoarana, Andriamohara, Ratsimanjaka en Andriampalimana. Van drie van zijn acht (pleeg)dochters zijn de namen bewaard gebleven, namelijk Randriamizaza, Rahisatra en Rahira. Over deze kinderen en de troonopvolging bestaan verschillende overleveringen. De meeste bronnen komen op een paar punten omtrent Rakotomavo overeen: ze noemen Rangorimanana, Andriantsimitoviaminiandriana's zus, als zijn moeder en hij wordt aangesteld als bewaker van de heilige zeboekudde van Andriantsimitoviaminiandriana en als zijn toekomstige troonopvolger.

### Overlevering 1
Volgens een overlevering had Andriantsimitoviaminiandriana geen eigen kinderen. Hij adopteerde daarom de vijf zoons en acht dochters van zijn zus Rangorimanana. Later, toen Andriantsimitoviaminiandriana koning was, besloot hij dat hij uit zijn vijf zoons een geschikte troonopvolger moest kiezen. Hij nam een proef om te bepalen welke pleegzoon de meest geschikte troonopvolger zou zijn. Hij stuurde boodschappers naar de kinderen om ze naar zijn woning te ontbieden. De boodschappers gaven de zoons bovendien een pakket met voedsel en een rietstengel. Rakotomavo nam de rietstengel en toen hij voor de koning verscheen stond hij het dichtst bij de andry, de centrale pilaar van zijn woning die symbool staat voor kracht. Op basis hiervan besloot Andriantsimitoviaminiandriana dat de bovennatuurlijke machten Rakotomavo het geschiktst vonden.

### Overlevering 2
Een andere overlevering verhaald dat het huwelijk met Rampanambonitany wel een aantal kinderen voortbracht, maar dat Rakotomavo en Mandriamohara pleegzonen waren, kinderen van Rangorimanana. Om te bepalen welke van deze broers een geschikte troonopvolger zou zijn, werden ze bij Andriantsimitoviaminiandriana ontboden. De koning merkte op dat Rakotomavo het dichtst bij de andry stond. Op basis hiervan besloot hij hem aan te stellen als troonopvolger.

## Regering
Om het koninkrijk beter te kunnen verdedigen, verdeelde koning Andriamasinavalona Imerina in vier kleinere koninkrijken, die hij vervolgens toewees aan zijn vier favoriete zoons. Het Koninkrijk Avaradrano, met Ambohimanga als hoofdstad, werd aan Andriantsimitoviaminiandriana toegewezen. Andriantsimitoviaminiandriana werd officieel koning van Avaradrano toen zijn vader rond 1710 stierf.

### Uitbreiding en consolidering
Als koning van Avaradrano slaagde Andriantsimitoviaminiandriana erin om Malagassiërs naar zijn grondgebied te trekken. Dit deed hij onder andere door wetten in te voeren die zijn onderdanen beschermde tegen armoede als gevolg van brand buiten hun schuld. Een zo'n wet bepaalde bijvoorbeeld dat wanneer een woningbrand een naburig huis verwoestte de huiseigenaar de gedupeerde een boette moest betalen.
Andriantsimitoviaminiandriana consolideerde zo zijn macht en voerde strijd met zijn broers om zo zijn koninkrijk uit te kunnen breiden. Om het koninkrijk Ambohidrabiby in te nemen bedroog Andriantsimitoviaminiandriana zijn broer Andrianavalonimerina met een list. Hij liet hem geloven dat hij een pact met hem wilde sluiten om zijn waakzaamheid te verslapen, om vervolgens een succesvolle verrassingsaanval op Ambohidrabiby te plegen.
Een aantal (pleeg)zoons van Andriantsimitoviaminiandriana kregen het beheer over een leengoed van het koninkrijk. Alasora wees hij toe aan Andriantoarana, Anosiarivo aan Ratsimanjaka en Tsirangaina aan Andriampalimana. Rakotomavo zou hem na zijn dood opvolgen en er werd bepaald dat hij dan de naam Andriambelomasina zou aannemen.

### Versterking van Ambohimanga

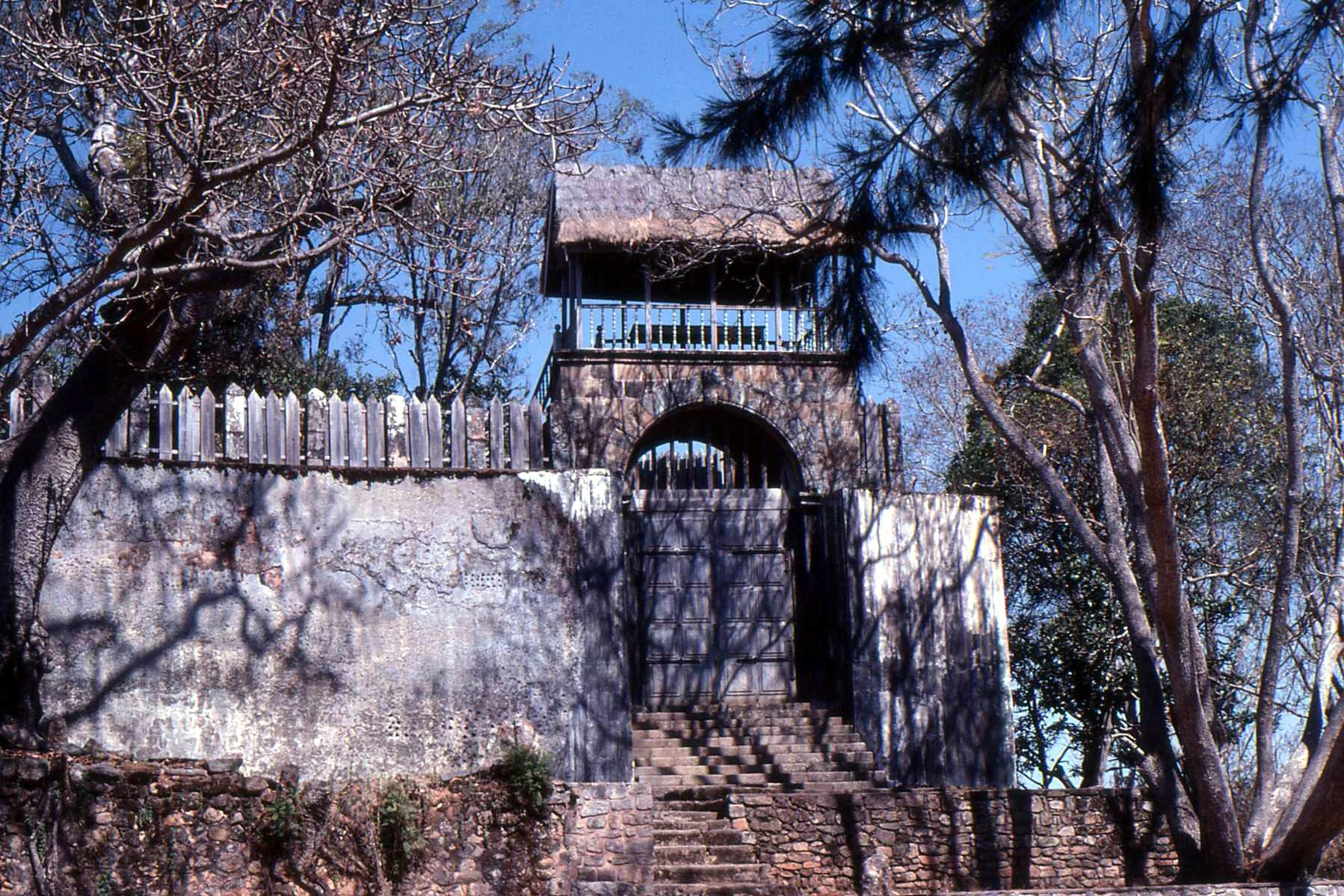
Andriantsimitoviaminiandriana breidde Ambohimanga uit en versterkte haar verdedigingswerken.

Andriantsimitoviaminiandriana's paleis bevond zich in de rova (versterkte koninklijke vesting) van Ambohimanga, de hoofdstad van zijn koninkrijk. Ambohimanga werd tijdens zijn regering drie keer uitgebreid. Een versterkte omheining werd rond de rova gebouwd en voorzien van zeven poorten. Verder werden een aantal loopgraven rond Ambohimanga gebouwd, die samen met de omliggende kloven een doeltreffende verdediging vormden voor de stad.
Andriantsimitoviaminiandriana verklaarde een aantal stenen in Ambohimanga heilig. Een steen die hij Fidasiana noemde zou de bescherming en heiligheid van de hoofdstad verzekeren en werd de plek waar alle toekomstige monarchen moesten staan tijdens hun kroning. Tijdens de heiliging van de steen begroef Andriantsimitoviaminiandriana witte en rode parels onder de steen en offerde vervolgens een zeboe erbovenop.

## Overlijden
Andriantsimitoviaminiandriana stierf rond 1730 in Ambohimanga. Zijn pleegzoon Rakotomavo, die hem opvolgde onder de naam Andriambelomasina, begroef hem in het Mahandrihono-gebouw in de rova van Ambohimanga.